# 亞當和夏娃的生平
亞當和夏娃的生平，或摩西启示录，是犹太教和基督教伪典，讲述了亚当和夏娃被逐出伊甸园后直到死亡时的经历，关于人的堕落的更多细节以及以夏娃视角展开的相关故事。该作品的作者存在争议，有观点认为由犹太教人士创作，也有学者认为该作品完全是基督徒所作。